# Torneo de Nanjing 2013
El Nanjing Ladies Open 2013 es un torneo de tenis profesional que se juega en canchas duras. Fue la primera edición del torneo que es parte de la WTA 125s 2013. Se está llevando a cabo en Nanjing, China, el 28 de septiembre a 3 de noviembre de 2013.

## Cabeza de serie

### Individual femenino
| Tenista                   | Ranking | Preclasificada |
| Kimiko Date-Krumm         | 55      | 1              |
| Yanina Wickmayer          | 60      | 2              |
| Zhang Shuai               | 61      | 3              |
| Ayumi Morita              | 62      | 4              |
| Caroline Garcia           | 72      | 5              |
| Misaki Doi                | 78      | 6              |
| Ajla Tomljanović          | 79      | 7              |
| Anna Karolína Schmiedlová | 81      | 8              |

### Dobles femenino
| Tenista                             | Ranking | Preclasificada |
| Yaroslava Shvedova Zhang Shuai      | 122     | 1              |
| Petra Martić Zheng Saisai           | 130     | 2              |
| Irina Buryachok Katarzyna Piter     | 149     | 3              |
| Irina-Camelia Begu Yanina Wickmayer | 190     | 4              |

## Campeonas

### Individual Femenino
Zhang Shuai venció a  Ayumi Morita por 6-4, 0-0retiro

### Dobles Femenino
' Misaki Doi /  Xu Yifan vencieron a  Yaroslava Shvedova /  Zhang Shuai por 6-1, 6-3